# (32801) 1990 RF5
1990 RF5 (asteroide 32801) é um asteroide da cintura principal. Possui uma excentricidade de 0.19662530 e uma inclinação de 4.47139º.
Este asteroide foi descoberto no dia 15 de setembro de 1990 por Henry E. Holt em Palomar.